# 日田郵便局
日田郵便局（ひたゆうびんきょく）
- 大分県日田市にある郵便局。本記事にて記述する。

日田簡易郵便局（にったかんいゆうびんきょく）
- 山形県寒河江市にある簡易郵便局。局番号は85714。

日田郵便局（ひたゆうびんきょく）は、大分県日田市にある郵便局。民営化前の分類では集配普通郵便局であった。

## 概要
住所：〒877-8799 大分県日田市三本松2-5-25

## 沿革
- 1872年（明治5年）旧2月 - 日田郵便取扱所として開設[1]。
- 1873年（明治6年） - 日田郵便役所となる。
- 1875年（明治8年）1月1日 - 日田郵便局（四等）となる。翌日より為替取扱を開始。
- 1875年（明治8年）10月 - 豆田（まめだ）郵便局に改称。
- 1876年（明治9年） - 貯金取扱を開始。
- 1889年（明治22年）1月15日 - 日田郵便局に改称。
- 1889年（明治22年）10月21日 - 日田郵便電信局となる。
- 1903年（明治36年）4月1日 - 通信官署官制の施行に伴い日田郵便局となる。
- 1958年（昭和33年）5月1日 - 電話通話および和文電報受付事務の取扱を開始[2]。
- 1959年（昭和34年）1月16日 - 和文電報受付事務の取扱を開始[3]。
- 1973年（昭和48年）3月26日 - 日田市三本松一丁目から、同市三本松二丁目に局舎を新築、移転。
- 1992年（平成4年）8月3日 - 外国通貨の両替および旅行小切手の売買に関する業務取扱を開始。
- 2007年（平成19年）10月1日 - 民営化に伴い、併設された郵便事業日田支店に一部業務を移管。
- 2012年（平成24年）10月1日 - 日本郵便株式会社発足に伴い、郵便事業日田支店を日田郵便局に統合。

## 取扱内容
- 郵便、印紙、ゆうパック、内容証明
- 貯金、為替、振替、振込、国際送金、外貨両替・トラベラーズチェック、国債、投資信託
- 生命保険、バイク自賠責保険
- ゆうちょ銀行ATM
- 日田市内の一部地域の集配業務
- ゆうゆう窓口

## 周辺
- 日田市役所
- 咸宜園跡
- 日田市立咸宜小学校
- 日田中央病院

## アクセス
- JR久大本線 日田駅から北西へ600m（徒歩約12分）
- 日田バス 商工会議所前停留所下車
- 大分自動車道 日田ICから南へ約2km
- 国道212号の裏
- 駐車場あり：18台